# Mária jugoszláv királyné
Mária jugoszláv királyné, született Mária román királyi hercegnő (románul: Principesa Mărioara / Maria a României, szerbül: Краљица Марија Карађорђевић / Kraljica Marija Karađorđević); Gotha, 1900. január 6 – London, 1961. június 22.) román királyi hercegnő, házassága révén előbb a Szerb–Horvát–Szlovén Királyság, majd Jugoszlávia királynéja.

## Származása és gyermekkora
Mária hercegnő – családi becenevén „Mignon” – 1900 januárjában jött világra I. Ferdinánd román király és hohenzollern–sigmaringeni herceg és Mária edinburgh-i és szász–coburg–gothai hercegnő második leányaként, illetve harmadik gyermekeként. Szülei házassága nem volt boldog, Mária hercegné viszonyt folytatott többek között férje egyik miniszterével is. A második leány születése után elterjedt a pletyka, mely szerint a hercegnő nem is Ferdinánd király, hanem Borisz Vlagyimirovics orosz nagyherceg gyermeke. A román király mindazonáltal saját utódjaként ismerte el a hercegnőt.
A fiatal hercegnő kiváló oktatásban részesült, amiben nagy szerepe volt fogadott nagyanyjának és egyben nagynénjének, Erzsébet wiedi hercegnőnek. Származásából adódó kötelességeire ugyanakkor nem fektettek nagy hangsúlyt neveltetése során; sem ő, sem leánytestvérei nem bizonyultak jól képzettnek e téren felnőttkorukban. Az első világháború alatt a hercegnő édesanyjával és nővéreivel a Vöröskereszt szolgálatába állt, és sebesült katonákat ápolt, távol a németek által megszállt román fővárostól.

## Házassága és gyermekei

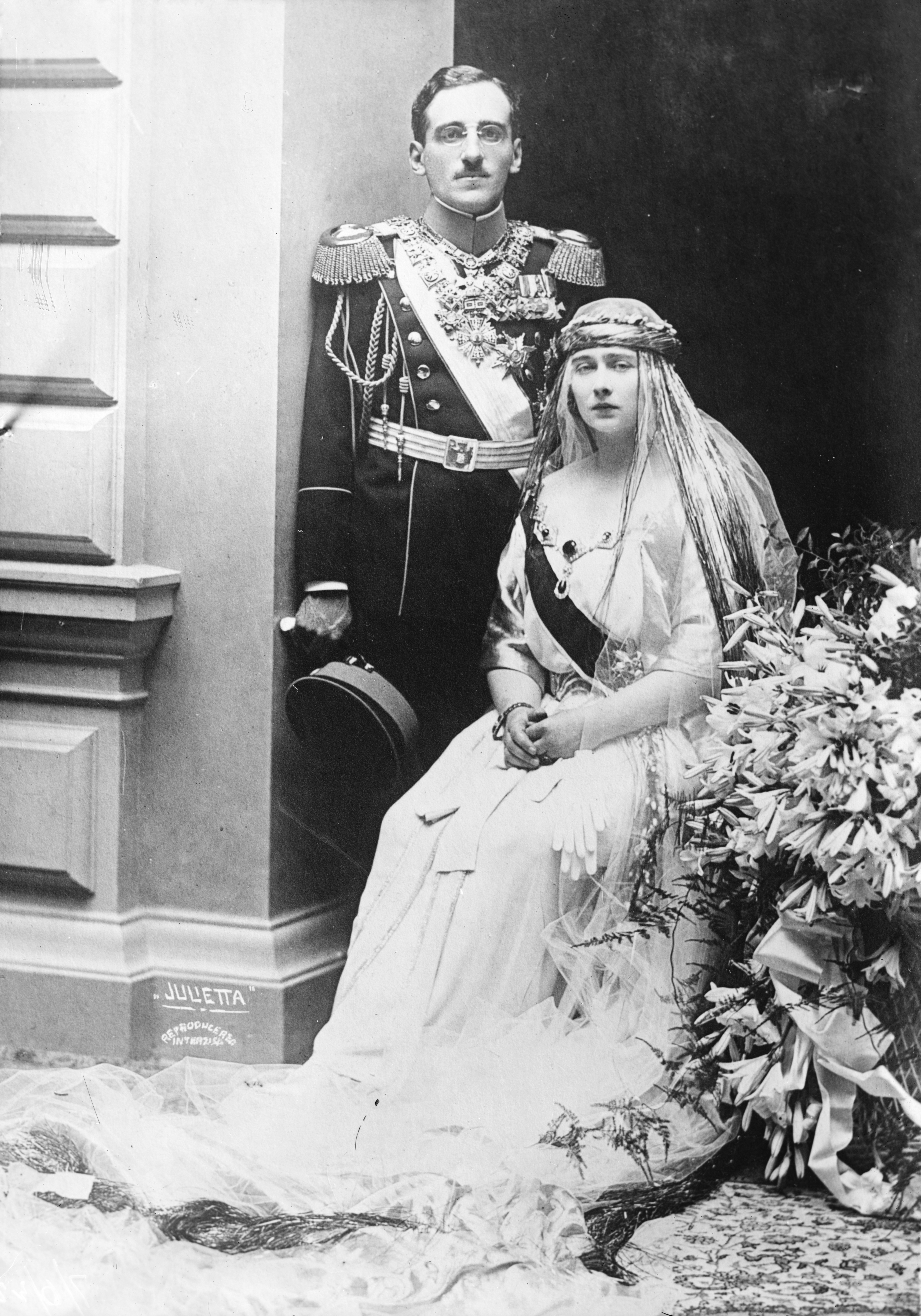
Mária királyné esküvői képe

Nénje, Erzsébet hercegnő boldogtalan házasságban élt II. György görög királlyal. Erzsébet és a görög uralkodó frigyét a szülők és az államérdek rendezte el; mind Mária királyné, mind Ferdinánd király részben felelősnek érezte magát leányuk boldogtalanságáért. Mikor Mária hercegnő került eladósorba, hibájukból okulva a szülők nem akarták semmilyen kapcsolatba belekényszeríteni leányukat. A román miniszterelnök mindazonáltal finoman jelezte a királyi családnak, hogy az ország számára előnyökkel járna, ha rokoni kapcsolatot építene ki a Szerb–Horvát–Szlovén Királysággal. Mária hercegnő így elfogadta I. Sándor szerb–horvát–szlovén király leánykérését, és 1922. június 6-án Belgrádban feleségül ment a királyhoz.
I. Sándor királynak és Mária királynének három fiúgyermeke született:
- Péter trónörökös herceg (1923–1970), később Jugoszlávia királya
- Tomiszláv királyi herceg (1928–2000)
- András királyi herceg (1929–1990).

## Jugoszlávia királynéjaként

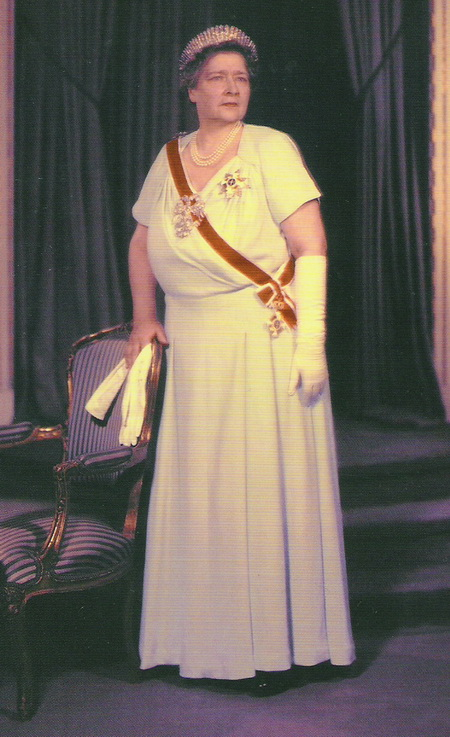
Mária jugoszláv királyné

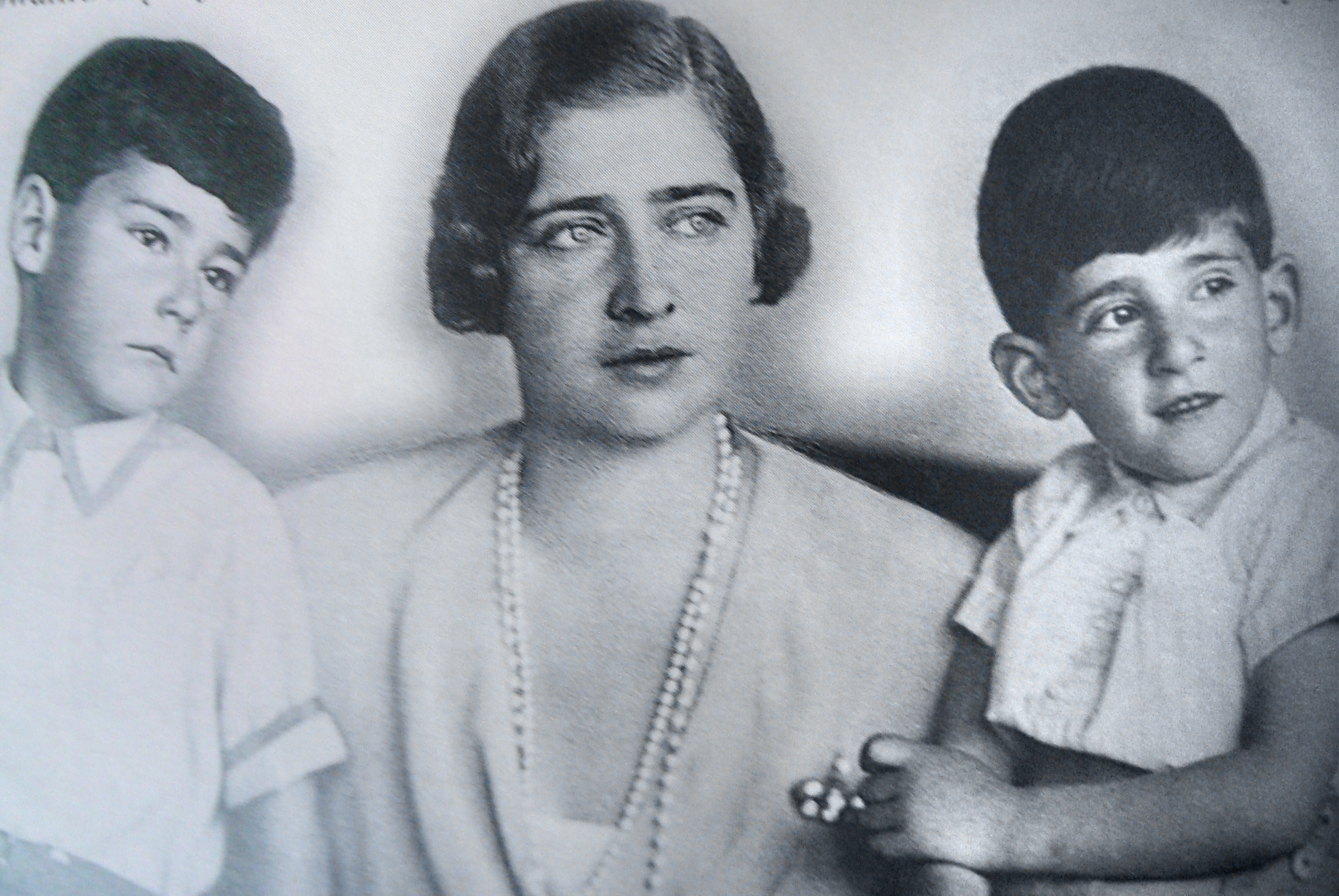
Mária szerb–horvát–szlovén és jugoszláv királyné a fiaival

I. Sándor és Mária királyné kiegyensúlyozott kapcsolatban élt. A királyné házassága első éveiben mellőzöttnek érezte magát, nem tudott kilépni sógornéja, Olga görög hercegnő árnyékából. Olga hercegnő gyönyörű, elegáns és nagyvonalú hölgy volt, akit ugyanakkor sokan hidegséggel és keménységgel vádoltak meg. A hercegnő és férje, Pál herceg hatalmas vagyonnal és viszonylag nagy politikai befolyással bírtak, amit Mária királyné soha nem tudott megbocsátani nekik. I. Sándor király ráadásul teljesen el volt bűvölve unokaöccseitől és unokahúgaitól, míg saját gyermekeire kevés időt szánt; ezt a királyné szintén képtelennek bizonyult elnézni férjének.
A nép körében mindezek ellenére Mária királyné nagy népszerűségre tett szert. A megközelíthetetlen, túlságosan is fenségesnek látszó Olga hercegnőt nem szívelték az emberek; míg a román királyi hercegnő a legnépszerűbb jugoszláv királyné lett. Jószolgálati tevékenységei nemcsak a kórházakat, az árvákat és a hátrányos helyzetűeket karolták fel, de a királyné szívesen és bőkezűen támogatta  a balkáni művészeteket is. Az uralkodóné maga is előszeretettel rajzolt, festett és zenélt, akárcsak leánytestvérei és nagyanyjuk, Erzsébet román királyné. Alakja a jugoszláv társadalomban mintaértékűvé vált, egyszerre szolgált a gondos anya és a jóságos királyné példaképeként.
1934. október 9-én külföldön meggyilkolták I. Sándor királyt. Hitvesét mélyen megrázta a hír, főleg hogy legidősebb fiuk, Péter herceg még csak alig tíz esztendős. A herceget ennek ellenére is királlyá nyilvánítják, de nagykorúsága idejéig nagybátyjára, Pál hercegre bízzák az ország kormányzását. Az özvegy Mária anyakirályné megpróbálta felkészíteni fiát az uralkodásra;  ugyanakkor Angliába költözött egy vidéki udvarházba, ahol visszavonult életet élhetett. A második világháború hozta meg az anyakirályné számára a hőn áhított kitörési lehetőséget Olga hercegnő árnyékából, mivel a harcok alatt az anyakirályné személyesen látogatott kórházakat, betegeket ápolt és segélyszervezeteket alapított.
Fia, II. Péter király nem uralkodhatott sokáig; 1945. november 29-én lemondatták a trónról és kikiáltották a köztársaságot. A jugoszláv királyi család száműzetésbe kényszerült. Mária anyakirályné ekkor már angol földön élt, egy vidéki uradalmon, melyet egykori barátnőjével osztott meg. A volt királyné egyre inkább hétköznapi életformát vett fel, a nyilvánosság előtt ritkán jelent meg. Az anyakirályné egészsége rohamosan hanyatlott, gyakorta betegeskedett és rendkívüli módon lesoványodott. Hatvanegy évesen, 1961. június 22-én hunyt el a brit fővárosban. Temetési szertartását egy szerb ortodox templomban tartották, melyen részt vettek száműzetésben élő gyermekei is. A windsori királyi kastélyhoz tartozó Frogmore mauzóleumban, a brit királyi család temetkezési helyén találhatóak maradványai. Emlékét máig számos utca, iskola és jótékonysági szervezet őrzi Szerbiában.

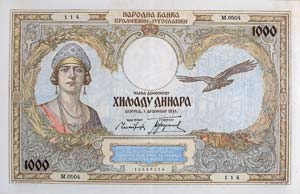
Mária királyné portréja az 1931-es sorozatú jugoszláv 1000 dináros bankjegyen, az akkori legnagyobb címleten szerepelt.